# William Henry Paine Hatch
William Henry Paine Hatch (1875-1972) – amerykański biblista i paleograf, studiował teologię na  Uniwersytecie Harwardzkim. W 1902 roku został duchownym  Kościoła Episkopalnego. Zajmował się głównie greckimi rękopisami Nowego Testamentu, ale okazjonalnie także i syryjskimi rękopisami. Odbywał podróże na Pustynię Nitryjską w poszukiwaniu rękopisów syryjskich i koptyjskich. W 1946 roku przeszedł na emeryturę. 

## Publikacje
- The Gospel manuscripts of the General Theological Seminary (1918)
- Greek and Syrian miniatures in Jerusalem, with an introduction and a description of each of the seventy-one miniatures reproduced (1931)
- The Greek manuscripts of the New Testament at Mount Sinai : facsimiles and descriptions (1932)
- The Greek manuscripts of the New Testament in Jerusalem : facsimiles and descriptions (1934)
- The Principal Uncial Manuscripts of the New Testament (1939)
- An album of dated Syriac manuscripts. Monumenta palaeographica vetera (1946)
- Facsimiles and Descriptions of Minuscule Manuscripts of the New Testament (1951)